# Oïskhara
Oysxar
Oïskhara (en russe : Ойсхара, en tchétchène : Ойсхар, Oysxar), anciennement Novogroznensky (en russe : Новогрозненский) jusqu'en 1989, est une ville (depuis le 1er janvier 2024), de Tchétchénie en Ciscaucasie, en Russie. Se situant dans le raïon de Goudermes, il se trouve dans l'établissement urbain de Oïskhara. Sa population s'élevait à 19 415 habitants en 2021.   

## Géographie
Oïskhara est située en Tchétchénie, un sujet de Russie européenne qui fait partie du district fédéral du Caucase du Nord. Il se trouve dans le raïon de Goudermes et dans l'établissement urbain de Oïskhara, une municipalité du raïon. 
Oïskhara, comme toute la Tchétchénie, est située dans le fuseau horaire MSK (heure de Moscou). Le décalage horaire appliqué par rapport au temps universel coordonné est +03:00.

## Histoire
Elle obtient le statut de ville le 1er janvier 2024.

## Démographie
Recensements (*) et estimations de la population,:
| 2002* | 2010*  | 2021*  | - |
| ----- | ------ | ------ | - |
| 9 581 | 11 112 | 19 415 | - |

## Transports
La ville est située le long de la route fédérale R-217 (Caucase), qui relie la route fédérale M4 à l'Azerbaïdjan.